# Stjepan Sarkotić
Il Barone Stjepan Sarkotić von Lovćen, signore di Dabar (Otočac, 4 ottobre 1858 – Vienna, 16 ottobre 1939), è stato un generale austro-ungarico.

## Biografia

### I primi anni
Sarkotić era figlio del tenente Matija Sarkotić di Otočac, ufficiale del 2. Grenzregiment di Otočac; apparteneva ad un'antica famiglia della nobiltà croata, sebbene povera e ormai priva di possedimenti terrieri e per questo i suoi membri venivano educati per divenire ufficiali od alti funzionari imperiali. Sarkotić studiò nel ginnasio di Senj, riuscendo un ottimo studente, ma abbandonò a diciannove anni gli studi per intraprendere la carriera militare. Studiò all'Accademia militare Teresiana di Wiener Neustadt e poi alla Scuola Militare di Vienna, uscendone sottotenente di fanteria.

### La carriera militare
Nel 1883 fu promosso tenente e nel 1886 assegnato al 1. Gebirgsbrigade a Mostar. Nel 1889 venne promosso capitano e gli venne affidato un incarico presso lo Stato Maggiore Generale a Vienna, lavorando come capo della sezione di intelligence al ministero della guerra e occupando questa carica ebbe modo di viaggiare in Serbia, Bulgaria e Macedonia e di imparare il russo.
Come maggiore gli venne assegnato al 7.Infanterieregiment di Osijek. Dal 1900 al 1903 fu capo di stato maggiore della città portuale di Pola, in Istria, come colonnello.

### La prima guerra mondiale
Nel 1912 Sarkotić divenne generale del 6. ungarischen Landwehrdistrikt (Honvéd) succedendo al futuro feldmaresciallo Svetozar Boroević von Bojna; all'inizio della prima guerra mondiale Sarkotić fu uno dei comandanti delle truppe austro-ungariche durante la campagna di Serbia guidata dal generale Oskar Potiorek e dai generali tedeschi August von Mackensen e Max von Gallwitz e bulgari Nikola Žekov e Kliment Bojadžiev e nel 1914 divenne cavaliere di II classe dell'Ordine della Corona Ferrea e il 22 dicembre dello stesso anno divenne governatore della Bosnia-Erzegovina, succedendo a Potiorek.
Nel 1916 Sarkotić guidò la campagna del Montenegro dalla base navale di Cattaro; le sue truppe attaccarono le truppe montegrine sul Monte Lovćen e dopo due giorni di sanguinosi combattimenti le truppe austriache presero Lovćen e due giorni dopo occuparono la capitale del piccolo principato, Cettigne. Grazie al successo di quest'operazione Sarkotić fu decorato con l'Ordine Imperiale di Leopoldo, del quale divenne cavaliere di I classe con decorazioni di guerra e stelle. Inoltre fu creato barone ungherese e creato barone von Lovćen, venendo da allora conosciuto come Stefan Baron Sarkotić von Lovćen presso la corte austriaca, oppure come Freiherr Sarkotić von Lovćenć in Germania; la sua famiglia possedeva dal XV secolo il titolo di signore di Dabar nella nobiltà croata.

### Gli ultimi anni
Nel 1917 venne promosso colonnello generale e continuò ad occupare la posizione di governatore della Bosnia-Erzegovina fino al 1918, quando a dicembre con la dissoluzione della monarchia asburgica perse ogni incarico pubblico. Successivamente fu incarcerato dalla polizia del nuovo Regno dei Serbi, dei Croati e degli Sloveni a causa delle sue posizioni fortemente anti-serbe e anti-iugoslave: infatti durante il suo mandato di governatore, prevedendo la dissiluzione dell'impero, aveva suggerito l'unificazione della Croazia-Slavonia, della Dalmazia e della Bosnia-Erzegovina in un'unica nazione sottoposta all'Austria per evitare il pericolo serbo. Rilasciato, tornò a Vienna, dove insieme ad alcuni emigranti croati diede vita al Croatian Commitee, un'organizzazione di rifugiati in opposizione alla Iugoslavia. Sarkotić non tornò mai nella sua terra d'origine e trascorse il resto della sua vita a Vienna; morì nel 1939 e venne sepolto nel Zentralfriedhof.